# Mark López
Mark López (ur. 25 kwietnia 1982 w Houston) – amerykański zawodnik taekwondo, wicemistrz olimpijski, mistrz świata.
Srebrny medalista igrzysk olimpijskich w Pekinie w 2008 roku w kategorii do 68 kg. 
Jest czterokrotnym medalistą mistrzostw świata - mistrz (2005), wicemistrz (2003) i dwukrotnie brązowy medalista  (1999, 2009).